# Enfilada (arhitektura)
V arhitekturi je enfilada nabor sob, ki so formalno povezane med seboj. To je bila splošna značilnost v veliki evropski arhitekturi od baročne dobe dalje, čeprav obstajajo tudi zgodnejši primeri, na primer Rafaelove stance v Apostoski palači. Vrata, ki vstopajo v vsako sobo, so poravnana z vrati povezovalnih prostorov vzdolž ene osi, kar omogoča vpogled skozi celoten nabor prostorov. Enfilada se lahko uporablja kot procesna pot in je običajna ureditev v muzejih  in umetniških galerijah, saj olajša gibanje večjega števila ljudi skozi stavbo.

## Baročne palače
V baročni palači je bil dostop do enfilade v državnih sobah običajno omejen s položajem ali stopnjo intimnosti obiskovalca. Prve sobe so bile bolj javne, po navadi je bila na koncu spalnica, včasih z intimnim kabinetom ali boudoirjem. Baročni protokol je narekoval, da so obiskovalce nižjega položaja kot njihov gostitelj pospremili služabniki navzdol po enfiladi do najbolj oddaljene sobe, ki jim je bila dodeljena glede na njihov položaj. Če bi bil obiskovalec enakega ali višjega ranga, bi gostitelj napredoval po enfiladi, da bi se srečal s svojim gostom, preden bi obiskovalca odpeljal nazaj.
Ob slovesu bi opazili isti obred, čeprav bi gostitelj gostu lahko izročil pohvalo tako, da bi ga odpeljal dlje, kot je strogo narekoval njegov položaj. Če jih je obiskala oseba višjega položaja, so se ti rituali razširili onkraj enfilade do vhodne dvorane, vrat v palačo ali naprej (pri sodobnih državniških obiskih do letališča).
Spomini in pisma tega obdobja pogosto opisujejo natančne podrobnosti, kje so se dogajali sestanki in poslovitve, tudi ne glede na to ali so bili v središču sobe ali pred vrati.

## Kraljeve palače
Kraljeve palače so imele za kralja in kraljico ločeno državno stanovanje z enfilado, tako kot v Versajski palači, z velikim appartement du roi in grand appartement de la reine (da ne omenjamo petit appartement du roi) ali v palači Hampton Court. Takšni apartmaji so bili uporabljeni tudi za zabavo.
V plemiških hišah, še posebej, če se je nadejal obisk monarha, so pogosto postavljeni apartmaji z enfilado, kot na primer v Chatsworth House, Blenheimski palači, Château de Louveciennes in drugih. Spalnice v takih apartmajih so bile pogosto samo za spanje kraljevskih obiskov, čeprav so jih lahko, tako kot pri mnogih velikih spalnicah pred 19. stoletjem, uporabili tudi za druge namene. Druge enfilade so dosegle vrhunec v sobi, ki je bila uporabljena kot prestolna soba. Westminstrska palača spada v to kategorijo, saj monarh med državnim odprtjem parlamenta sedi na prestolu v dvorani lordskega doma.